# Raymond L. Acosta
Raymond L. Acosta (31 de maig de 1925, Nova York, estat de Nova York - 24 de desembre de 2014) va ser un Jutge Sènior de Districte dels Estats Units, però ja no s'encarrega de casos. Acosta rebé un Doctorat en Jurisprudència de la Rutgers University School of Law-Newark el 1951 i va ser en la pràctica privada de dret a Hackensack, Nova Jersey, de 1953 a 1954, i que llavors va estar un agent especial a l'oficina de camp de l'FBI a San Diego, Califòrnia, Washington DC, i Miami, Florida, de 1954 a 1958.